# Azerbajdžanski jezici
Azerbajdžanski jezici podskupina su južnoturkijskih jezika koji se govore u Azerbajdžanu i Iranu. Obuhvaća dva jezika:  sjevernoazerbajdžanski (u Azerbajdžanu 7 473 270), južnoazerbajdžanski (Iran, 12 612 660 u svim zemljama).

## Vanjske poveznice
- Ethnologue (14th)
- Ethnologue (15th)